# Jason Shortis
Jason Shortis, né le 6 mai 1970 à Sale est un triathlète australien professionnel, multiple vainqueur sur triathlon Ironman.

## Palmarès
Le tableau présente les résultats les plus significatifs (podium) obtenus sur le circuit national et international de triathlon depuis 1998.
| Année | Compétition               | Pays       | Position           | Temps           |
| ----- | ------------------------- | ---------- | ------------------ | --------------- |
| 2012  | Ironman Australie         | Australie  | Médaille de bronze | 8 h 40 min 2 s  |
| 2011  | Ironman Western Australia | Australie  | Médaille de bronze | 8 h 27 min 31 s |
| 2011  | Ironman Lake Placid       | États-Unis | Médaille de bronze | 8 h 47 min 18 s |
| 2010  | Ironman Australie         | Australie  | Médaille de bronze | 8 h 46 min 7 s  |
| 2009  | Ironman Lake Placid       | États-Unis | Médaille de bronze | 8 h 58 min 9 s  |
| 2008  | Ironman Western Australia | Australie  | Médaille d'argent  | 8 h 10 min 57 s |
| 2008  | Ironman Wisconsin         | États-Unis | Médaille de bronze | 8 h 59 min 14 s |
| 2007  | Ironman Australie         | Australie  | Médaille d'argent  | Timing          |
| 2006  | Ironman Australie         | Australie  | Médaille de bronze | 8 h 36 min 9 s  |
| 2006  | Ironman Malaysie          | Malaisie   | Médaille d'or      | 8 h 36 min 33 s |
| 2006  | Ironman Western Australia | Australie  | Médaille d'or      | 8 h 3 min 56 s  |
| 2005  | Ironman Japon             | Japon      | Médaille d'or      | Timing          |
| 2004  | Gold Coast Half Ironman   | Australie  | Médaille d'or      | 3 h 55 min 45 s |
| 2004  | Ironman Australie         | Australie  | Médaille de bronze | 8 h 33 min 28 s |
| 2004  | Ironman Malaysie          | Malaisie   | Médaille d'argent  | 8 h 56 min 7 s  |
| 2004  | Ironman Western Australia | Australie  | Médaille d'or      | 8 h 16 min 0 s  |
| 2003  | Gold Coast Half Ironman   | Australie  | Médaille d'or      | 4 h 6 min 38 s  |
| 2003  | Ironman Australie         | Australie  | Médaille d'argent  | 8 h 30 min 5 s  |
| 2003  | Ironman Lake Placid       | États-Unis | Médaille de bronze | 8 h 56 min 56 s |
| 2002  | Ironman Floride           | États-Unis | Médaille d'or      | 8 h 27 min 44 s |
| 2002  | Ironman Australie         | Australie  | Médaille de bronze | 8 h 29 min 34 s |
| 2002  | Ironman Malaysie          | Malaisie   | Médaille d'argent  | Timing          |
| 2001  | Ironman Japon             | Japon      | Médaille d'argent  | Timing          |
| 2001  | Ironman Australie         | Australie  | Médaille d'argent  | 8 h 41 min 58 s |
| 1998  | Ironman Autriche          | Autriche   | Médaille de bronze | Timing          |
| 1998  | Ironman Australie         | Australie  | Médaille de bronze | 8 h 38 min 41 s |